# Olympische Sommerspiele 1972/Teilnehmer (Italien)
| Gelbes Symbol für Goldmedaillen mit stilisierten Olympischen Ringen | Graues Symbol für Silbermedaillen mit stilisierten Olympischen Ringen | Braundes Symbol für Bronzemedaillen mit stilisierten Olympischen Ringen |
| ------------------------------------------------------------------- | --------------------------------------------------------------------- | ----------------------------------------------------------------------- |
| 5                                                                   | 3                                                                     | 10                                                                      |

Italien nahm an den Olympischen Sommerspielen 1972 in München mit einer Delegation von 224 Athleten (197 Männer und 27 Frauen) an 123 Wettkämpfen in neunzehn Sportarten teil. Fahnenträger bei der Eröffnungsfeier war der Geher Abdon Pamich.

## Teilnehmer nach Sportarten

### Basketball
Männer
- 4. Platz

- Kader
Renzo Bariviera
Ivan Bisson
Giuseppe Brumatti
Mauro Cerioni
Ottorino Flaborea
Giorgio Giomo
Giulio Iellini
Pierluigi Marzorati
Massimo Masini
Dino Meneghin
Luigi Serafini
Marino Zanatta

### Bogenschießen
Männer
- Giancarlo Ferrari
Einzel: 33. Platz

- Alfredo Massazza
Einzel: 31. Platz

- Sante Spigarelli
Einzel: 35. Platz

### Boxen
Männer
- Ernesto Bergamasco
Halbweltergewicht: 1. Runde

- Giambattista Capretti
Leichtgewicht: 2. Runde

- Antonio Castellini
Halbmittelgewicht: 2. Runde

- Gaetano Curcetti
Halbfliegengewicht: 1. Runde

- Damiano Lassandro
Weltergewicht: 2. Runde

- Pasqualino Morbidelli
Federgewicht: Achtelfinale

- Guglielmo Spinello
Halbschwergewicht: Achtelfinale

- Franco Udella
Fliegengewicht: Achtelfinale

### Fechten
| Männer - Claudio Francesconi Degen, Einzel: Achtelfinale Degen, Mannschaft: Vorrunde - Alfredo Del Francia Florett, Mannschaft: Vorrunde - Nicola Granieri Florett, Einzel: Halbfinale Florett, Mannschaft: Vorrunde Degen, Einzel: Viertelfinale Degen, Mannschaft: Vorrunde - Michele Maffei Säbel, Einzel: 4. Platz Säbel, Mannschaft: Gold - Carlo Montano Florett, Mannschaft: Vorrunde - Mario Aldo Montano Säbel, Einzel: Viertelfinale Säbel, Mannschaft: Gold - Mario Tullio Montano Säbel, Mannschaft: Gold - Arcangelo Pinelli Florett, Einzel: Vorrunde Florett, Mannschaft: Vorrunde - Gianluigi Placella Degen, Mannschaft: Vorrunde - Rolando Rigoli Säbel, Einzel: Viertelfinale Säbel, Mannschaft: Gold - Gianluigi Saccaro Degen, Einzel: Vorrunde Degen, Mannschaft: Vorrunde - Cesare Salvadori Säbel, Mannschaft: Gold - Stefano Simoncelli Florett, Einzel: Vorrunde Florett, Mannschaft: Vorrunde - Pier Alberto Testoni Degen, Mannschaft: Vorrunde | Frauen - Giuseppina Bersani Florett, Mannschaft: 4. Platz - Der Reka Cipriani Florett, Mannschaft: 4. Platz - Maria Consolata Collino Florett, Einzel: Halbfinale Florett, Mannschaft: 4. Platz - Giulia Lorenzoni Florett, Einzel: Halbfinale Florett, Mannschaft: 4. Platz - Antonella Ragno-Lonzi Florett, Einzel: Gold Florett, Mannschaft: 4. Platz |

### Gewichtheben
Männer
- Salvatore Laudani
Mittelgewicht: 10. Platz

- Anselmo Silvino
Mittelgewicht: Bronze

- Peppino Tanti
Federgewicht: 8. Platz

- Gaetano Tosto
Bantamgewicht: 16. Platz

- Dino Turcato
Leichtschwergewicht: 9. Platz

- Roberto Vezzani
Schwergewicht: 5. Platz

### Judo
Männer
- Luciano Di Palma
Halbmittelgewicht: 18. Platz

- Giuseppe Tommasi
Leichtgewicht: 19. Platz

### Kanu
Männer
- Mauro Chiostri
Kajak-Einer, 1000 Meter: Hoffnungslauf

- Paolo Malacarne & Francesco De Santis
Kajak-Zweier, 1000 Meter: Halbfinale

- Pierangelo Congiu, Mario Pedretti, Oreste Perri & Alberto Ughi
Kajak-Vierer, 1000 Meter: 4. Platz

- Roberto D’Angelo
Kajak-Einer, Slalom: 12. Platz

- Mario Di Stazio
Kajak-Einer, Slalom: 17. Platz

- Giuseppe D’Angelo
Kajak-Einer, Slalom: 18. Platz

### Leichtathletik
| Männer - Pasqualino Abeti 200 Meter: Viertelfinale - Marco Acerbi 110 Meter Hürden: Halbfinale - Francesco Arese 1500 Meter: Halbfinale - Giorgio Ballati 400 Meter Hürden: Vorläufe - Antonio Brutti Marathon: 21. Platz - Gianni Del Buono 1500 Meter: Halbfinale - Giuseppe Buttari 110 Meter: disqualifiziert (Vorläufe) - Domenico Carpentieri 50 Kilometer Gehen: 23. Platz - Giuseppe Cindolo 10.000 Meter: Vorläufe - Renzo Cramerotti Speerwurf: 20. Platz in der Qualifikation - Renato Dionisi Stabhochsprung: kein gültiger Versuch in der Qualifikation - Franco Fava 3000 Meter Hindernis: Vorläufe - Enzo Del Forno Hochsprung: 10. Platz - Silvio Fraquelli Stabhochsprung: 15. Platz in der Qualifikation - Roberto Frinolli 400 Meter Hürden: Vorläufe - Giuseppe Gentile Dreisprung: 16. Platz in der Qualifikation - Sergio Liani 110 Meter Hürden: Halbfinale - Renato Martini Marathon: 24. Platz - Franco De Menego Marathon: 38. Platz - Pietro Mennea 200 Meter: Bronze - Abdon Pamich 50 Kilometer Gehen: disqualifiziert - Gian Marco Schivo Hochsprung: 17. Platz - Silvano Simeon Diskuswurf: 10. Platz - Mario Vecchiato Hammerwurf: 9. Platz - Armando De Vincentis Diskuswurf: kein gültiger Versuch in der Qualifikation - Vittorio Visini 20 Kilometer Gehen: 8. Platz 50 Kilometer Gehen: 7. Platz - Luigi Benedetti, Vincenzo Guerini, Pietro Mennea & Ennio Preatoni 4 × 100 Meter: 8. Platz - Sergio Bello, Lorenzo Cellerino, Daniele Giovanardi & Giacomo Puosi 4 × 400 Meter: Vorläufe | Frauen - Donata Govoni 400 Meter: Viertelfinale 800 Meter: Vorläufe - Maddalena Grassano 4 × 100 Meter: Vorläufe - Cecilia Molinari 100 Meter: Viertelfinale 4 × 100 Meter: Vorläufe - Laura Nappi 100 Meter: Viertelfinale 4 × 100 Meter: Vorläufe - Alessandra Orselli 4 × 100 Meter: Vorläufe - Paola Pigni 1500 Meter: Bronze - Sara Simeoni Hochsprung: 6. Platz |

### Moderner Fünfkampf
Männer
- Nicolo Deligia
Einzel: 39. Platz
Mannschaft: 10. Platz

- Mario Medda
Einzel: 16. Platz
Mannschaft: 10. Platz

- Giovanni Perugini
Einzel: 34. Platz
Mannschaft: 10. Platz

### Radsport
Männer
- Luciano Borgognoni
4000 Meter Einerverfolgung: 5. Platz

- Ezio Cardi
Sprint: 6. Runde
1000 Meter Zeitfahren: 9. Platz

- Massimo Marino
Sprint: 5. Platz

- Francesco Moser
Straßenrennen: 8. Platz

- Franco Ongarato
Straßenrennen: DNF

- Aldo Parecchini
Straßenrennen: DNF

- Walter Riccomi
Straßenrennen: 49. Platz

- Osvaldo Castellan, Pasqualino Moretti, Francesco Moser & Giovanni Tonoli
100 Kilometer Mannschaftszeitfahren: 9. Platz

- Giorgio Rossi & Dino Verzini
2000 Meter Tandemsprint: 9. Platz

- Pietro Algeri, Giacomo Bazzan, Luciano Borgognoni & Giorgio Morbiato
4000 Meter Mannschaftsverfolgung: 9. Platz in der Qualifikation

### Reiten
- Stefano Angioni
Vielseitigkeitsreiten, Einzel: DNF
Vielseitigkeitsreiten, Mannschaft: 8. Platz

- Alessandro Argenton
Vielseitigkeitsreiten, Einzel: Silber 
Vielseitigkeitsreiten, Mannschaft: 8. Platz

- Dino Costantini
Vielseitigkeitsreiten, Einzel: 29. Platz
Vielseitigkeitsreiten, Mannschaft: 8. Platz

- Piero D’Inzeo
Springen, Einzel: 22. Platz
Springen, Mannschaft: Bronze

- Raimondo D’Inzeo
Springen, Mannschaft: Bronze

- Graziano Mancinelli
Springen, Einzel: Gold 
Springen, Mannschaft: Bronze

- Vittorio Orlandi
Springen, Einzel: 22. Platz
Springen, Mannschaft: Bronze

- Mario Turner
Vielseitigkeitsreiten, Einzel: 37. Platz
Vielseitigkeitsreiten, Mannschaft: 8. Platz

### Ringen
Männer
- Giuseppe Bognanni
Fliegengewicht, griechisch-römisch: Bronze

- Lorenzo Calafiore
Halbfliegengewicht, griechisch-römisch: 6. Platz

- Vincenzo Grassi
Fliegengewicht, Freistil: 4. Runde

- Umberto Marcheggiani
Halbschwergewicht, Freistil: 3. Runde

- Gian Matteo Ranzi
Leichtgewicht, griechisch-römisch: Bronze

- Francesco Scuderi
Bantamgewicht, griechisch-römisch: 3. Runde

- Julio Tamussin
Schwergewicht, Freistil: 3. Runde

### Rudern
Männer
- Siro Meli, Mario Semenzato & Giampaolo Tronchin
Zweier mit Steuermann: Hoffnungslauf

- Abramo Albini, Primo Baran, Pier Angelo Conti-Manzini & Angelo Rossetto
Vierer ohne Steuermann: 10. Platz

- Antonio Baldacci, Alberto Cecchi, Pasquale Chiabai, Claudio Padoan & Renzo Sambo
Vierer mit Steuermann: 11. Platz

- Renzo Bulgarello, Serafino Carminati, Maurizio Danielli, Giuliano Galiazzo, Mariano Gottifredi, Gianfranco Grasselli, Giuseppe Noal, Francesco Pigozzo & Giuliano Rossi
Achter: Hoffnungslauf

### Schießen
- Silvano Basagni
Trap: Bronze

- Giancarlo Cecconi
Laufende Scheibe: 27. Platz

- Giuseppe De Chirico
Kleinkaliber, Dreistellungskampf: 21. Platz
Kleinkaliber, liegend: 4. Platz

- Piero Errani
Kleinkaliber, Dreistellungskampf: 37. Platz

- Roberto Ferraris
Schnellfeuerpistole: 49. Platz

- Walter Frescura
Kleinkaliber, liegend: 43. Platz

- Romano Garagnani
Skeet: 10. Platz

- Giovanni Liverzani
Schnellfeuerpistole: 6. Platz

- Carlo Alberto Lodi
Skeet: 18. Platz

- Giovanni Mezzani
Laufende Scheibe: 10. Platz

- Angelo Scalzone
Trap: Gold

### Schwimmen
| Männer - Paolo Barelli 4 × 100 Meter Freistil: Vorläufe - Mauro Calligaris 400 Meter Lagen: Vorläufe - Gaetano Carboni 200 Meter Schmetterling: Vorläufe - Alberto Castagnetti 4 × 100 Meter Freistil: Vorläufe - Arnaldo Cinquetti 200 Meter Freistil: Vorläufe 400 Meter Freistil: Vorläufe 4 × 200 Meter Freistil: Vorläufe - Vincenzo Finocchiaro 1500 Meter Freistil: Vorläufe - Marcello Guarducci 4 × 100 Meter Freistil: Vorläufe - Sergio Irredento 1500 Meter Freistil: Vorläufe - Lorenzo Marugo 4 × 200 Meter Freistil: Vorläufe 200 Meter Lagen: Vorläufe - Edmondo Mingione 100 Meter Brust: Vorläufe - Massimo Nistri 200 Meter Rücken: Vorläufe - Michele Di Pietro 200 Meter Brust: Vorläufe - Roberto Pangaro 100 Meter Freistil: Vorläufe 200 Meter Freistil: Vorläufe 4 × 100 Meter Freistil: Vorläufe 4 × 200 Meter Freistil: Vorläufe - Riccardo Targetti 200 Meter Freistil: Vorläufe 4 × 200 Meter Freistil: Vorläufe - Angelo Tozzi 200 Meter Schmetterling: disqualifiziert (Vorläufe) | Frauen - Novella Calligaris 400 Meter Freistil: Silber 800 Meter Freistil: Bronze 400 Meter Lagen: Bronze - Alessandra Finesso 4 × 100 Meter Lagen: Vorläufe - Laura Gorgerino 4 × 100 Meter Freistil: Vorläufe - Patrizia Lanfredini 4 × 100 Meter Freistil: Vorläufe - Patrizia Miserini 200 Meter Brust: Vorläufe 4 × 100 Meter Lagen: Vorläufe - Laura Podestá 100 Meter Freistil: Vorläufe 4 × 100 Meter Freistil: Vorläufe 4 × 100 Meter Lagen: Vorläufe - Federica Stabilini 400 Meter Freistil: Vorläufe 800 Meter Freistil: Vorläufe 4 × 100 Meter Freistil: Vorläufe - Donatella Talpo-Schiavon 100 Meter Schmetterling: Vorläufe 4 × 100 Meter Lagen: Vorläufe - Antonella Valentini 800 Meter Freistil: Vorläufe |

### Segeln
- Mauro Pelaschier
Finn-Dinghy: 13. Platz

- Flavio Scala & Mauro Testa
Star: 5. Platz

- Carlo Croce & Luciano Zinali
Flying Dutchman: 11. Platz

- Giampiero Dotti & Francesco Sibello
Tempest: 14. Platz

- Giuseppe Milone, Roberto Mottola Di Amato & Antonio Oliviero
Soling: 19. Platz

### Turnen
| Männer - Luigi Coppa Einzelmehrkampf: 85. Platz in der Qualifikation Mannschaftsmehrkampf: 16. Platz Boden: 98. Platz in der Qualifikation Pferd: 95. Platz in der Qualifikation Barren: 85. Platz in der Qualifikation Reck: 60. Platz in der Qualifikation Ringe: 88. Platz in der Qualifikation Seitpferd: 79. Platz in der Qualifikation - Franco Donegá Einzelmehrkampf: 75. Platz in der Qualifikation Mannschaftsmehrkampf: 16. Platz Boden: 96. Platz in der Qualifikation Pferd: 95. Platz in der Qualifikation Barren: 60. Platz in der Qualifikation Reck: 56. Platz in der Qualifikation Ringe: 94. Platz in der Qualifikation Seitpferd: 55. Platz in der Qualifikation - Adolfo Lampronti Einzelmehrkampf: 101. Platz in der Qualifikation Mannschaftsmehrkampf: 16. Platz Boden: 103. Platz in der Qualifikation Pferd: 105. Platz in der Qualifikation Barren: 72. Platz in der Qualifikation Reck: 96. Platz in der Qualifikation Ringe: 63. Platz in der Qualifikation Seitpferd: 101. Platz in der Qualifikation - Carmine Luppino Einzelmehrkampf: 99. Platz in der Qualifikation Mannschaftsmehrkampf: 16. Platz Boden: 96. Platz in der Qualifikation Pferd: 102. Platz in der Qualifikation Barren: 60. Platz in der Qualifikation Reck: 108. Platz in der Qualifikation Ringe: 85. Platz in der Qualifikation Seitpferd: 92. Platz in der Qualifikation - Maurizio Milanetto Einzelmehrkampf: 87. Platz in der Qualifikation Mannschaftsmehrkampf: 16. Platz Boden: 68. Platz in der Qualifikation Pferd: 95. Platz in der Qualifikation Barren: 91. Platz in der Qualifikation Reck: 89. Platz in der Qualifikation Ringe: 73. Platz in der Qualifikation Seitpferd: 85. Platz in der Qualifikation - Fedele Spatazza Einzelmehrkampf: 108. Platz in der Qualifikation Mannschaftsmehrkampf: 16. Platz Boden: 83. Platz in der Qualifikation Pferd: 110. Platz in der Qualifikation Barren: 93. Platz in der Qualifikation Reck: 103. Platz in der Qualifikation Ringe: 69. Platz in der Qualifikation Seitpferd: 195. Platz in der Qualifikation | Frauen - Angela Alberti Einzelmehrkampf: 83. Platz in der Qualifikation Mannschaftsmehrkampf: 12. Platz Boden: 112. Platz in der Qualifikation Pferd: 97. Platz in der Qualifikation Stufenbarren: 77. Platz in der Qualifikation Schwebebalken: 47. Platz in der Qualifikation - Cinzia Delisi Einzelmehrkampf: 73. Platz in der Qualifikation Mannschaftsmehrkampf: 12. Platz Boden: 87. Platz in der Qualifikation Pferd: 105. Platz in der Qualifikation Stufenbarren: 67. Platz in der Qualifikation Schwebebalken: 42. Platz in der Qualifikation - Maria Grazia Mancuso Einzelmehrkampf: 80. Platz in der Qualifikation Mannschaftsmehrkampf: 12. Platz Boden: 74. Platz in der Qualifikation Pferd: 110. Platz in der Qualifikation Stufenbarren: 63. Platz in der Qualifikation Schwebebalken: 79. Platz in der Qualifikation - Gabriella Marchi Einzelmehrkampf: 48. Platz in der Qualifikation Mannschaftsmehrkampf: 12. Platz Boden: 33. Platz in der Qualifikation Pferd: 91. Platz in der Qualifikation Stufenbarren: 26. Platz in der Qualifikation Schwebebalken: 47. Platz in der Qualifikation - Rita Peri Einzelmehrkampf: 75. Platz in der Qualifikation Mannschaftsmehrkampf: 12. Platz Boden: 53. Platz in der Qualifikation Pferd: 116. Platz in der Qualifikation Stufenbarren: 39. Platz in der Qualifikation Schwebebalken: 72. Platz in der Qualifikation - Monica Stefani Einzelmehrkampf: 63. Platz in der Qualifikation Mannschaftsmehrkampf: 12. Platz Boden: 62. Platz in der Qualifikation Pferd: 91. Platz in der Qualifikation Stufenbarren: 47. Platz in der Qualifikation Schwebebalken: 72. Platz in der Qualifikation |

### Wasserball
Männer
- 6. Platz

- Kader
Alberto Alberani Samaritani
Silvio Baracchini
Mario Cevasco
Gianni De Magistris
Alessandro Ghibellini
Franco Lavoratori
Ferdinando Lignano
Guglielmo Marsili
Sante Marsili
Eraldo Pizzo
Roldano Simeoni

### Wasserspringen
Männer
- Franco Cagnotto
Kunstspringen: Silber 
Turmspringen: Bronze

- Klaus Dibiasi
Kunstspringen: 4. Platz
Turmspringen: Gold